# Rheinischer Blindenfürsorgeverein 1886 Düren
Der Rheinische Blindenfürsorgeverein 1886 Düren ist ein deutscher Verein zur Unterstützung blinder, sehbehinderter und von Blindheit bedrohter  Menschen. 

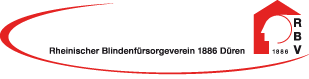
Das Logo des RBV 1886 Düren

## Geschichte
Im Jahre 1842 wollte der preußische König Friedrich Wilhelm IV. mit seiner Gemahlin Elisabeth (Elisabeth Ludovika von Bayern) die Rheinlande besuchen. Daraufhin wurde zu einer Spendenaktion aufgerufen, mit deren Ertrag zu Ehren der Königin ein rheinisches Blindeninstitut eröffnet werden sollte. Die gespendeten 42.000 Taler wurden der Königin überreicht und mit diesem Kapital am 18. Juni 1844 die Elisabethstiftung für Blindenunterricht in der Rheinprovinz errichtet. Mit der Stiftung wurde der Zweck verfolgt, „bildungsfähige Blinde der Rheinprovinz zu erziehen und durch Schulunterricht sowie durch Aneignung von Geschicklichkeiten zu nützlichen Bürgern des Staates zu bilden“.
Am 13. November 1845, dem Geburtstag der Königin, wurde das Blindeninstitut eröffnet. Wegen ständiger finanzieller Schwierigkeiten wurde am 8. Dezember 1862 die Stiftung durch Beschluss des 16. Rheinischen Provinziallandtags in den Rang eines Provinzialinstituts erhoben. Unter dem neuen Namen Elisabethstiftung, Rheinische Provinzialbildungsanstalt und mit geänderten Statuten wuchsen die Aufgaben bei ständig ansteigenden Betreuungszahlen.
Anlass für die Gründung des Rheinischen Blindenfürsorgevereins waren – auf Anregung des damaligen Direktors des Blindeninstituts, Wilhelm Mecker gegenüber dem Landesdirektor Dr. Friedrich Wilhelm Klein – die notwendigen Hilfen für die aus der „Provinzial-Blindenanstalt entlassenen beruflich ausgebildeten Blinden und die Beschaffung der dazu erforderlichen Mittel nach Kieler Vorbild“. Der Landesdirektor der Rheinprovinz erließ, von 16 Blindenfreunden unterstützt, 1886 einen Aufruf „zur Gründung eines Vereins zur Fürsorge der Blinden in der Rheinprovinz und zum Wohle der entlassenen Zöglinge“. In neun Monaten traten 6.140 als Mitglieder bei. Den Vorsitz übernahm Dr. Klein, seine Vertretung Landesrat Peter Klausener.
Am 4. März 1887 fand die erste Generalversammlung statt. Der Verein sah zunächst als Hauptaufgaben:
- den Unterstützungsfonds der Provinzial-Blindenanstalt für die Entlassenen zu mehren,
- der Provinzial-Blindenanstalt bei der Unterbringung und Beschäftigung Blinder mit Rat und Tat an die Hand zu gehen und
- geeignete Beschäftigungsanstalten für Blinde zu errichten und zu unterhalten sowie älteren, noch nicht ausgebildeten Blinden der Rheinprovinz Gelegenheit zur Ausbildung und Beschäftigung zu geben.

Im selben Jahr konnte der Verein dann seine erste Blindenwerkstätte in Köln errichten.
Nachdem am 4. April 1894 eine Namensänderung in Verein zur Fürsorge für die Blinden der Rheinprovinz zu Düren stattfand, wurden dem Verein am 12. November 1894 durch allerhöchste Kabinettsorder die Rechte einer juristischen Person verliehen.
Am 2. Januar 1899 schenkten der Dürener Teppichfabrikant und Gönner Kommerzienrat Philipp Schoeller und seine Gattin Anna dem Verein ein Grundstück in Düren und zugleich die Mittel zum Bau und zur Einrichtung eines Blindenasyls, dem Rheinischen Blindenasyl – Annaheim, das nach seiner Gattin benannt wurde. Am 25. Juli 1899 wurde der Aufgabenkatalog des Vereins um die Versorgung der wegen „Altersschwäche oder sonstiger Gebrechen erwerbsunfähigen Blinden“ ergänzt, im August d. J. wurde das Annaheim eröffnet.

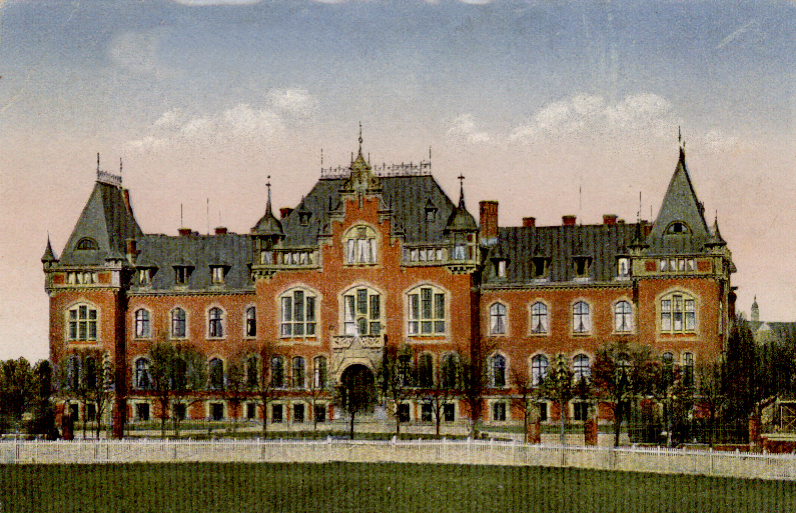
Das "Rheinische Blindenasyl - Annaheim" um 1924 (Postkarte)

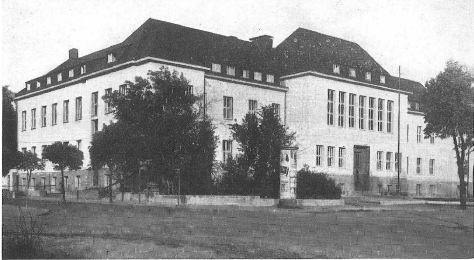
Das Anna-Schoeller-Haus nach dem Wiederaufbau um 1960 (Postkarte)

In den ersten Jahren des 20. Jahrhunderts wurden außerdem ein Werkstättenheim in Köln (1904) sowie das Blindenheim in der Meckerstraße (1912) eröffnet. Im Jahre 1932 gründete der Verein die Rheinische Blinden Arbeitshilfe als neue Abteilung.

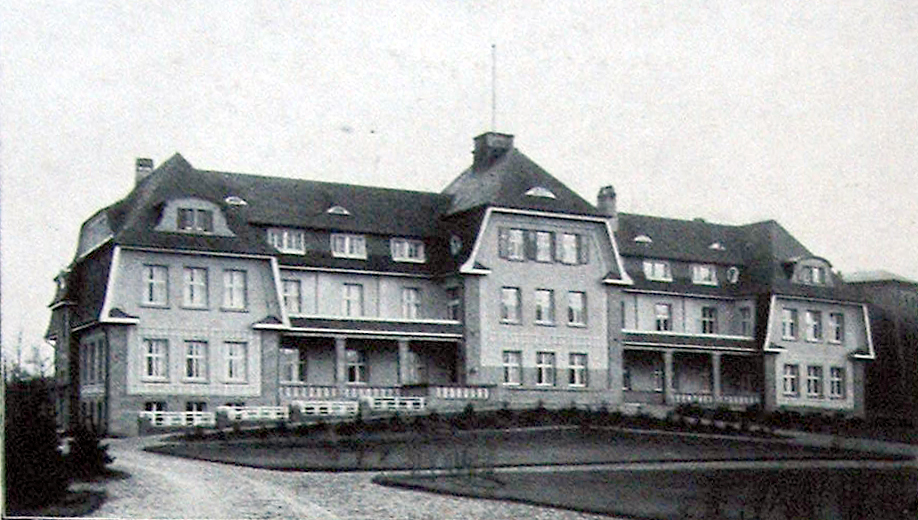
Das 1912 eröffnete Blindenheim in der Meckerstraße

Am 16. November 1944 warfen 474 Bomber der Royal Air Force in einem 36 Minuten dauernden Angriff 2.751 Tonnen Bomben über Düren ab. Bei diesem schwersten und verheerendsten von insgesamt 51 nachgewiesenen Luftangriffen auf Düren der Alliierten im Zweiten Weltkrieg wurde die Stadt völlig zerstört. Von fast 10.000 Häusern blieben nur einzelne unversehrt. 3.106 Menschen starben im Bombenhagel und unter den Trümmern. Auch das Annaheim und das Blindenheim wurden schwer in Mitleidenschaft gezogen.
Im Oktober 1949 war der Verein Mitbegründer des Paritätischen Wohlfahrtverbandes als Spitzenverband der freien Wohlfahrtspflege. Knapp ein Jahr später, am 13. Juni 1950, können das im Krieg beschädigte Annaheim und das Blindenheim wieder eröffnet werden.
1960 errichtete der Verein in der Roonstraße die Rheinische Umschulungsstätte für Späterblindete. Dort wurden vor allem die traditionellen Blindenberufe wie Telefonist, Bürstenbinder, Korbflechter und Schreibkraft ausgebildet. 1965 eröffnete der RBV die erste Wohngruppe für Kinder in der Alten Jülicher Straße, die ab 1967 als Vorläufer des Internats für geistigbehinderte Kinder und Jugendliche angemietete Räume der Fabrikanten-Villa Schoeller in der Veldener Straße bezieht.
Da in der Rheinischen Umschulungsstätte für Späterblindete lediglich 80 Rehabilitanden gleichzeitig eine Umschulung absolvieren konnten, der Bedarf aber viel höher war, stand eine Umfirmierung bevor, aus der das Berufsförderungswerk Düren, Zentrum für berufliche Bildung blinder und sehbehinderter Menschen entstand. Durch den Umzug in einen Neubau im Dürener Süden am Burgauer Wald konnten ab 1975 nicht nur 200 Rehabilitanden gleichzeitig aufgenommen werden, auch die Angebotspalette erfuhr eine erhebliche Ausweitung. Damit steht blinden Menschen heute eine breite Palette von Beratungs- und Weiterbildungschancen zur Verfügung.
Im Jahre 1982 wurde der Verbindungstrakt mit Küche und Speisesaal zwischen Anna-Schoeller-Haus und Blindenheim errichtet. 1983 zog das Internat für geistigbehinderte Kinder und Jugendliche in das ehemalige Blindenheim in unmittelbarer Nähe zur Louis-Braille-Schule in die Meckerstraße um. Ein Jahr nach dem 100-jährigen Jubiläum des Vereins wurde dieser 1987 in Rheinischer Blindenfürsorgeverein 1886 Düren umbenannt.
1993 fand die endgültige Verselbstständigung des Berufsförderungswerks statt. Träger der gemeinnützigen GmbH sind je zur Hälfte der RBV 1886 Düren und der Nordrhein-Westfälische Berufsförderungswerk e. V. mit Sitz in Dortmund, eine e. V. der Deutschen Rentenversicherungen Rheinland und Westfalen.
Um den Bedarf an Wohnplätzen mit entsprechenden Förderungsmöglichkeiten für mehrfachbehinderte blinde Menschen decken zu können, wurde am 5. November 1995 die Wohn- und Förderstätte für mehrfachbehinderte Blinde mit 64 Plätzen in der Eberhard-Hoesch-Straße in Düren eröffnet.
Das 1912 in Betrieb genommene Blindenheim in der Meckerstraße, das seit 1983 als Internat für einen Teil der Schüler der Louis-Braille-Schule diente, erfüllte zum Ende der 1990er Jahre leider nicht mehr die aktuellen Anforderungen, so dass man sich entschloss, in unmittelbarer Nähe einen Neubau zu errichten. Am 12. April 1999 wurde das neue Internat für geistig behinderte Kinder und Jugendliche mit 24 Plätzen eröffnet.
Das alte Anna-Schoeller-Haus in der Schoellerstraße traf leider das gleiche Schicksal wie das Internat. Eine Sanierung und Modernisierung erwies sich während der Planungen als nicht wirtschaftlich und ein Neubau wurde notwendig. Dieser konnte im Park in der Roonstraße realisiert und am 4. Dezember 2001 eröffnet werden. Seitdem bietet das neue Anna-Schoeller-Haus 71 Plätze auf 3 Ebenen für Blinde und Senioren.
Am 1. Januar 2009 übernahm der RBV 1886 Düren auf Wunsch des LVR die Trägerschaft des Internats für mehrfachbehinderte Kinder auf dem Gelände der Louis-Braille-Schule in der Meckerstraße. Somit liegt die Pflege, Versorgung und Förderung von 84 Schülern der Louis-Braille-Schule in den unterrichtsfreien Zeiten während der Schulzeit alleine in den Händen des RBV 1886 Düren.
Um auch im Bereich des Wohnens dem Inklusionsgedanken gerecht zu werden, erweiterte der RBV 1886 Düren 2009 sein Betreuungsangebot, ergänzend zu den stationären Wohnformen, um ein Ambulant Betreutes Wohnen für Menschen mit Behinderung. Die Betreuung findet hier punktuell und gezielt in der eigenen Wohnform statt. Zwischen 2010 und 2013 unterhielt der Verein ein regionales Büro der deutschlandweit tätigen Schatzkiste e. V., einer Partnervermittlung für Menschen mit Behinderung.
Eine neue Sparte im RBV 1886 Düren öffnete im September 2010 ihre Pforten: Se-Bli-Mo steht für Sehbehindert-Blind-Mobil und ist eine ambulante Einrichtung, die mobile Beratung und Unterstützung für sehbehinderte, blinde und mit weiteren Einschränkungen versehenen Menschen und deren Umfeld leistet.
Am 16. Juli 2011 feierte der RBV 1886 Düren sein 125-jähriges Jubiläum mit einem Festakt und anschließendem Sommerfest im Park in der Roonstraße.

## Einrichtungen und Angebote

### Anna-Schoeller-Haus

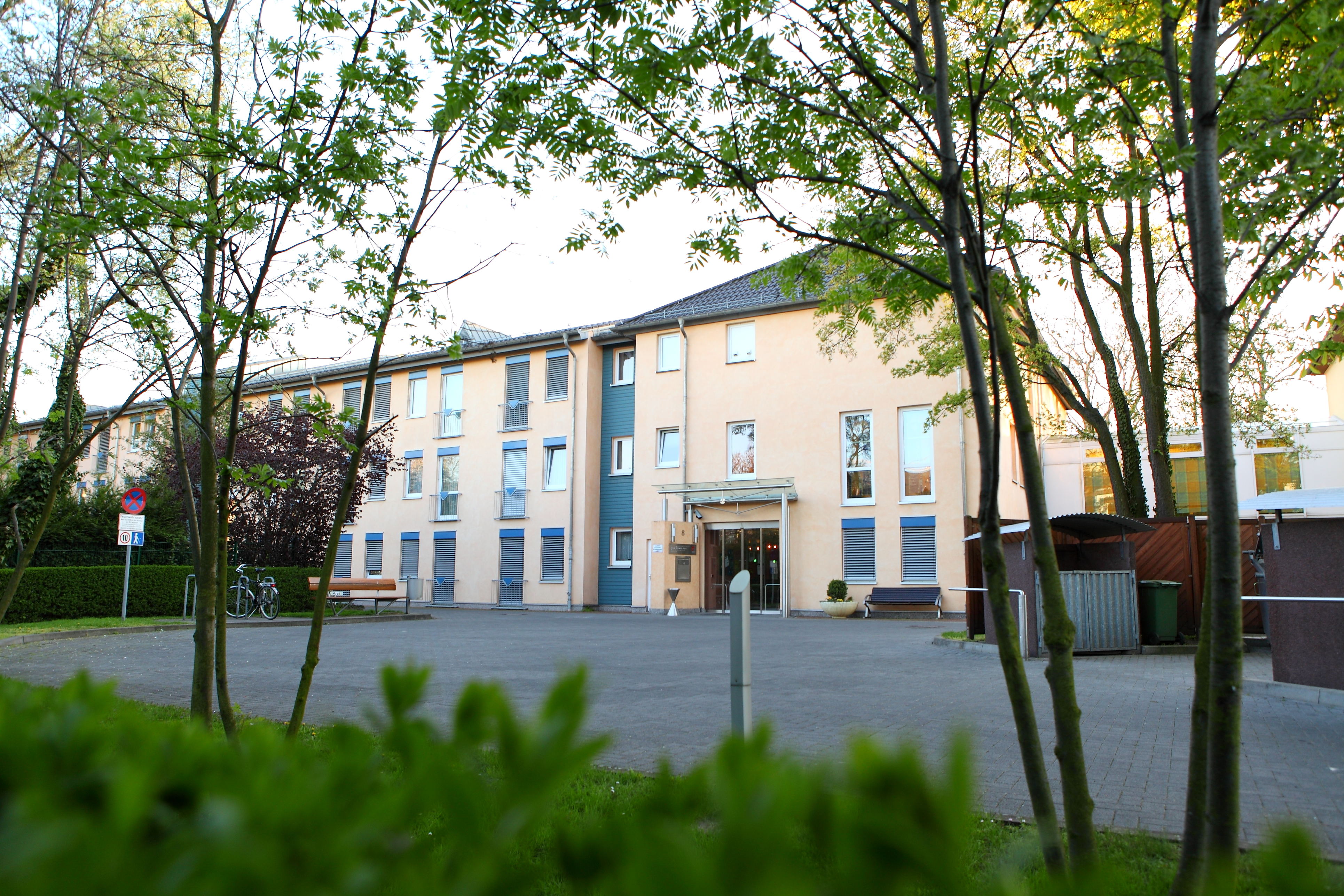
Der Neubau des Anna-Schoeller-Hauses ab 2001

Im Anna-Schoeller-Haus, einer Blinden- und Senioreneinrichtung, können 71 Senioren auf drei Wohnebenen mit 24 (23) Plätzen untergebracht werden. Die Einrichtung verfügt über 59 Einzel- und 6 Doppelzimmer mit eigenem Bad. Der Einzug mit Haustieren ist generell möglich. Neben der stationären Versorgung ist auch eine Kurzzeit- oder Verhinderungspflege möglich. Im Pflege- und Hauswirtschaftsbereich sowie im Sozialdienst werden rund 41 Mitarbeiter beschäftigt, ergänzt durch Schüler der Altenpflege, Praktikanten sowie Mitarbeitern der freiwilligen sozialen Dienste.
Das alte Anna-Schoeller-Haus an der Schoellerstraße wurde, nachdem es seit 1998 leergestanden hat, im Dezember 2016 abgebrochen.

### Rheinisches Blindenheim

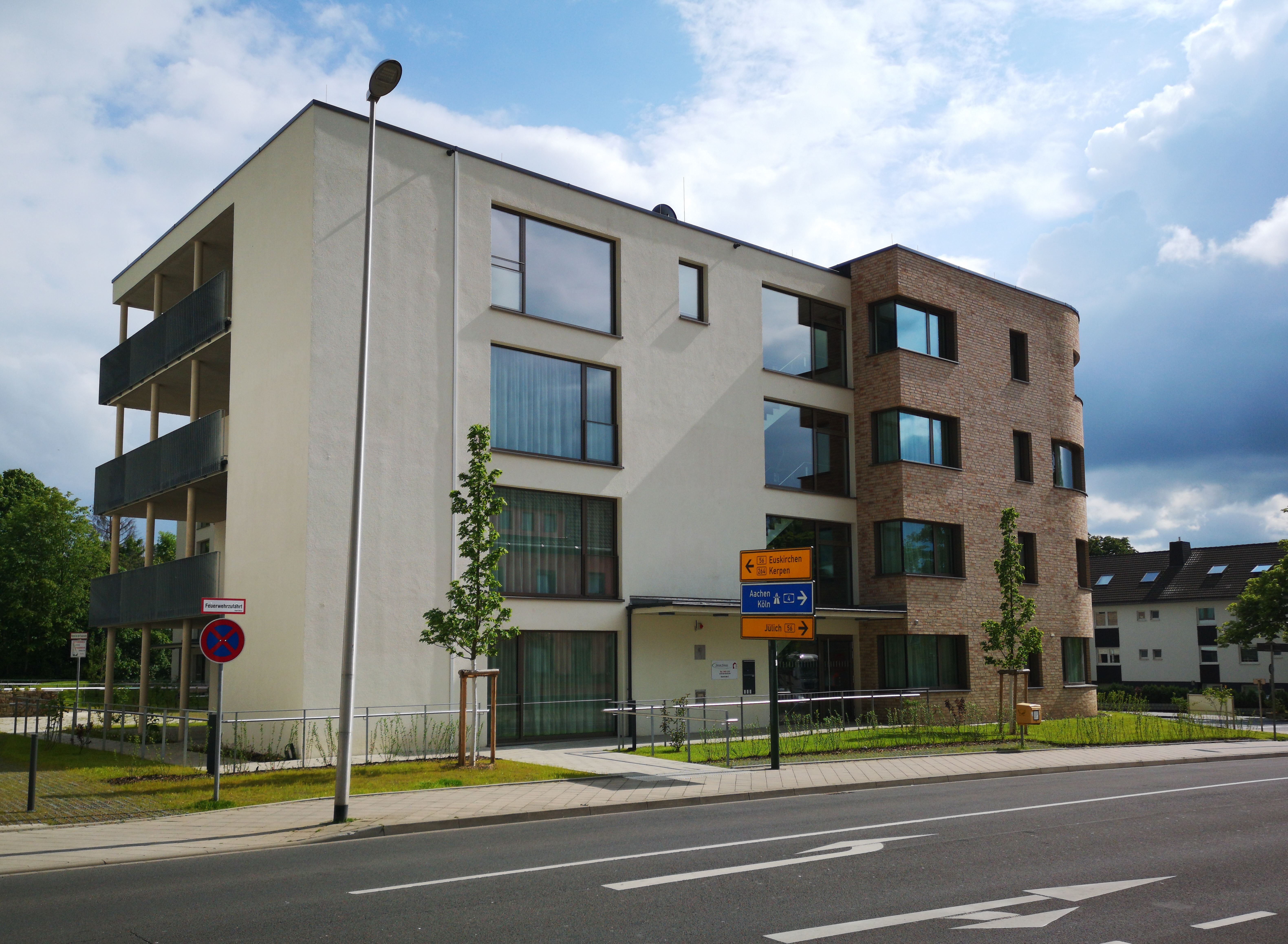
Der Neubau des Rheinischen Blindenheim in der Roonstraße

Das alte Rheinische Blindenheim bot 47 blinden Bewohnern in Einzel- und Doppelzimmern Platz.
Da das Haus nicht mehr den Anforderungen des aktuellen Wohn- und Teilhabegesetz (Nordrhein-Westfalen) entsprach, wurde seitens des Vorstandes bereits 2012 über einen Ersatzneubau entschieden. Unterstützt durch das Anreizprogramm des Landschaftsverbandes Rheinland zur Konversion und Dezentralisierung konnten durch Trainingsmaßnahmen bereits mehrere Bewohner auch nach langjähriger stationärer Unterbringung auf eigenständiges Wohnen vorbereitet werden.
Das neue Rheinische Blindenheim, das am 7. Juni 2019 mit einem Festakt eröffnet wurde, ist ein viergeschossiger Bau mit 24 Plätzen, bei dem auf drei Etagen je vier Bewohner untergebracht sind. Dazu kommen im 3. OG neun Appartements für das Ambulant Betreute Wohnen, die ebenfalls von überwiegend blinden und sehbehinderten Menschen genutzt werden. Alle Räume sind barrierefrei und blindenspezifisch ausgebildet.
Rund 20 Vollzeitkräfte im therapeutischen und hauswirtschaftlichen Bereich werden ergänzt durch Praktikanten und Mitarbeiter der freiwilligen Dienste FSJ und BFD.

### Internat für mehrfachbehinderte blinde Kinder

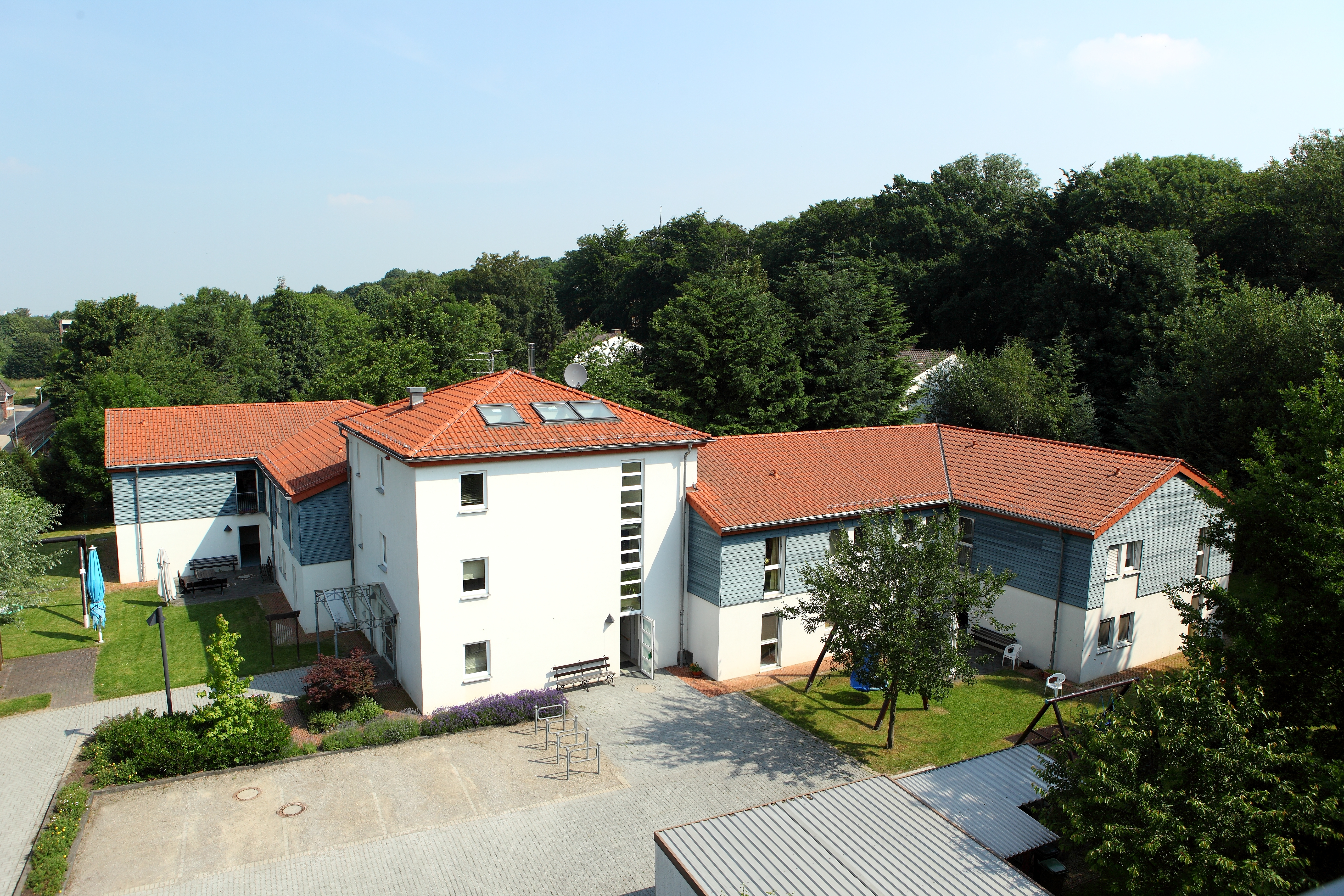
Neubau des RBV Internats ab 1999

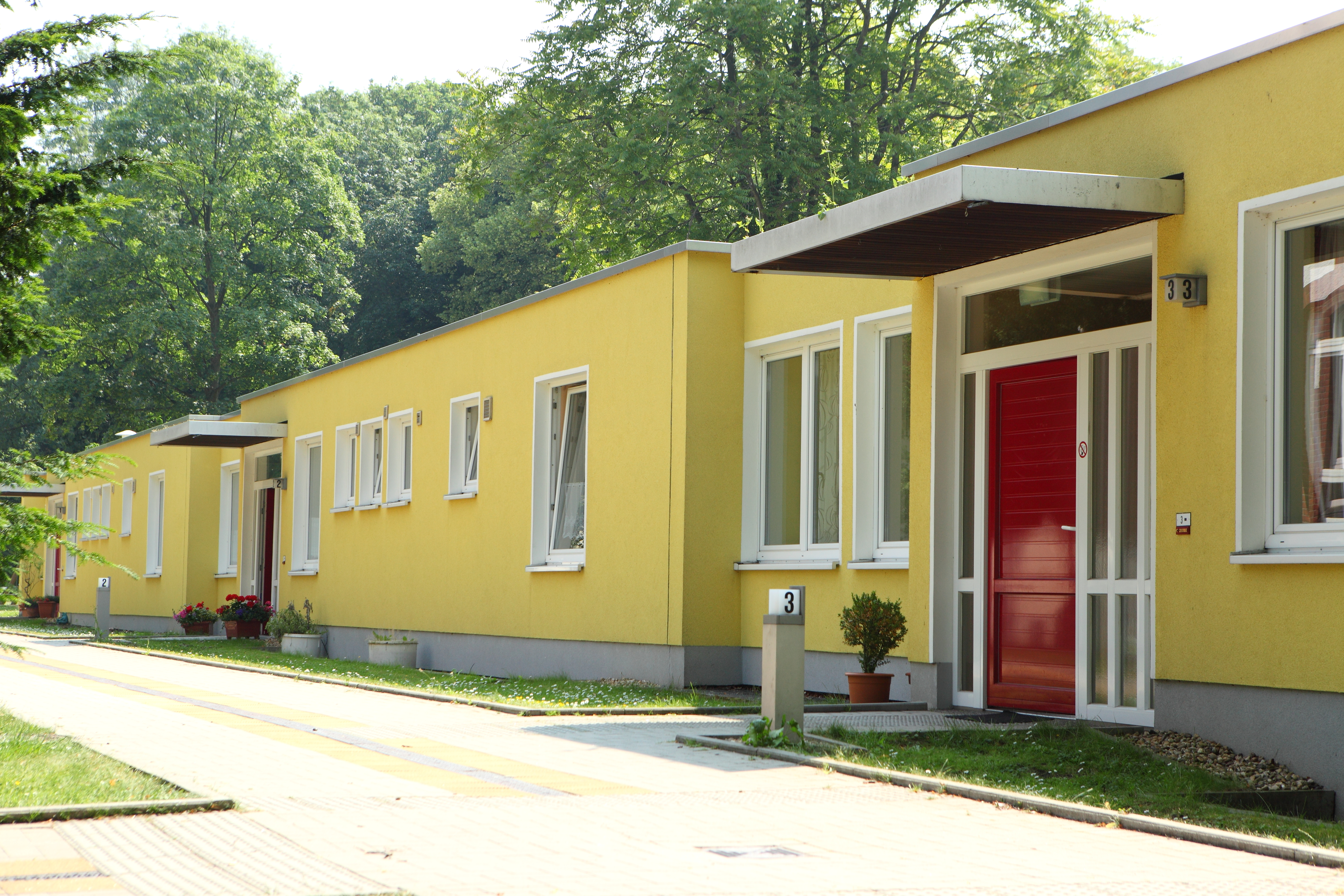
Ein Gebäude des 2009 vom LVR übernommenen Internats

Die zwei Internate für mehrfachbehinderte blinde Kinder bieten Platz für insgesamt 84 Schülerinnen und Schüler der Louis-Braille-Schule in 10 alters- und geschlechtsgemischten Gruppen. Die Internatsbetreuung bezieht sich auf die unterrichtsfreien Zeiten während der Schulzeit, die Dauerwohngruppen sind für ganzjährig durchgehende Betreuung konzipiert. Mitarbeiter der Internate sind Heilerziehungspfleger, Erzieher, Kinderpfleger sowie Gesundheits- und Krankenpfleger im Erziehungsdienst. Jeder Wohngruppe ist eine Hauswirtschaftskraft zugeordnet. Praktikanten und Mitarbeiter der freiwilligen Dienste kommen hinzu.

### Wohn- und Förderstätte für mehrfachbehinderte Blinde

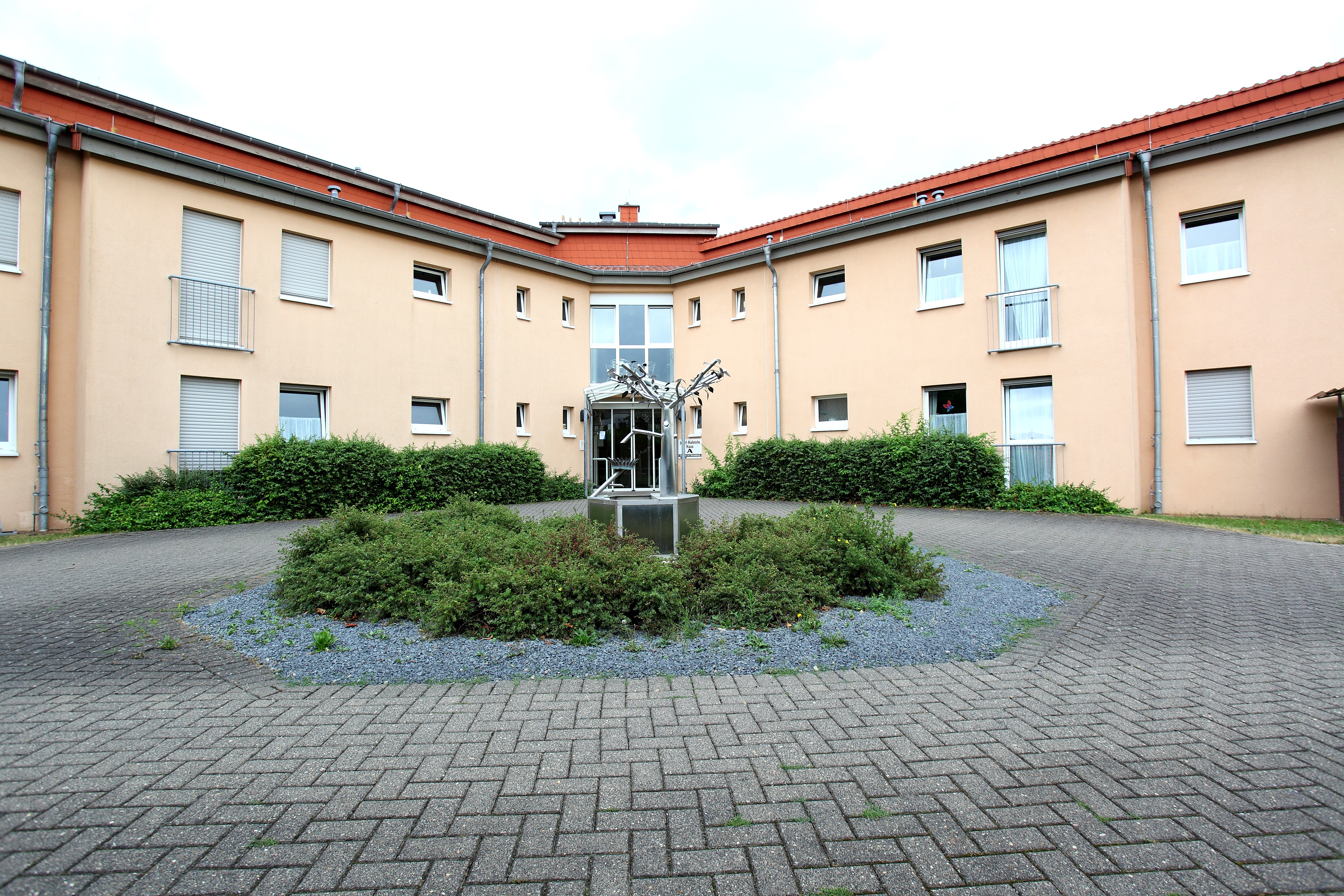
Ein Gebäude der Wohn- und Förderstätte in der Eberhard-Hoesch-Straße

In der Wohn- und Förderstätte für mehrfach behinderte Blinde wohnen 64 Personen in kleinen Gruppen mit je 8 Bewohnern auf Einzelzimmern. Es gibt therapeutische Angebote (z. B. Snoezelen, basale Stimulation, Arbeits- und Beschäftigungstherapie, Bewegung/Gymnastik) und Förderungen (Wahrnehmung, Kommunikationsverhalten, Selbstständigkeit im lebenspraktischen Bereich und Orientierung, Mobilität und Umwelterfahrung). Die 68 Vollzeitbeschäftigten im pflegerischen, therapeutischen und Hauswirtschaftsbereich werden ergänzt durch Praktikanten und Mitarbeiter der freiwilligen Dienste.

### Ambulant Betreutes Wohnen für Menschen mit Behinderung
Das Team des Ambulant Betreuten Wohnens für Menschen mit Behinderung besteht aus unterschiedlichen Berufsgruppen. Das Angebot richtet sich derzeit an blinde und wesentlich sehbehinderte Menschen, bzw. von Blindheit bedrohte Menschen mit einer geistigen, körperlichen oder psychischen Behinderung sowie erwachsene Menschen mit einer geistigen Behinderung.
Die Einrichtungen des RBV 1886 Düren haben eine gemeinsame zentrale Verwaltung und werden durch eine Küche, die durch einen Dienstleister betrieben wird, und ein Facilitymanagement versorgt.

## Vorsitzende des RBV 1886 Düren
- Gründung - 1903: Landesdirektor Friedrich Wilhelm Klein (seit 1897 Landeshauptmann)
- 1903–1921: Landeshauptmann Ludwig von Renvers
- 1921–1933: Landeshauptmann Johannes Horion
- 1933–1945: Landeshauptmann Heinrich Haake
- 1945–1947: Landesrat Ferdinand Saarbourg (1888–1977); kommissarisch
- 1947–1954: Josef Gockeln - Sozialminister bzw. Landtagspräsident im Land NRW
- 1954–1975: Landesdirektor Udo Klausa
- 1975–1980: Landesdirektor Helmut Czischke
- 1980–1987: Landesdirektor Bert Fischbach
- 1987–1995: Landesdirektor Dieter Fuchs
- 1995–2001: Landesdirektor Ferdinand Esser
- 2001–2008: Landesdirektor Udo Molsberger
- 2008–2010: Landesdirektor Harry K. Voigtsberger
- seit 2010: Landesdirektorin Ulrike Lubek

Seit 1954 sind die Vorsitzenden des RBV 1886 Düren durchgängig die Landesdirektoren des LVR; die Stellvertretung im Vorsitz des Vereins übernahmen in den zurückliegenden Jahrzehnten bis heute stets die jeweiligen Dezernent/-Innen für Soziales im LVR.